# 柯里村
柯里村（英語：Curry Village）是位於美國加利福尼亞州馬里波薩縣的一個非建制地區。該地的面積和人口皆未知。

## 地理
柯里村的座標為37°44′13″N 119°34′22″W / 37.73694°N 119.57278°W，而該地的平均海拔高度為1220米（即4003英尺）。